# AOU Città della Salute e della Scienza
L'Azienda ospedaliero-universitaria Città della Salute e della Scienza di Torino, conosciuta anche come Città della Salute e della Scienza, costituita nel 2012, riunisce quattro Regional Hospitals (Molinette, CTO, Ospedale infantile Regina Margherita e Ospedale Sant'Anna) , ed è il polo sanitario più grande d'Italia e d'Europa.
Le strutture ospedaliere sono ubicate nella zona sud-est di Torino, situata attualmente nella Circoscrizione 8 (già nella 9 fino al 2016), precedentemente chiamata “zona Ospedali” (zòna Ospedaj), all'interno del quartiere Nizza Millefonti, ricca di presidi sanitari e di ospedali, tra i quali spicca quello delle Molinette (da cui prende nome anche l'omonima zona e stazione metropolitana Carducci-Molinette).
In attuazione del Piano sociosanitario della Regione Piemonte, la Città della Salute e della Scienza è il polo sanitario più grande a livello nazionale ed europeo con circa 9.500 dipendenti.

## Presidi ospedalieri e sedi afferenti
Istituita nel 2012 con la legge della Regione Piemonte del 19 giugno 2012, n. 45, è costituita dalla seguenti strutture sanitarie:
- Ospedale Molinette: il quarto ospedale d'Italia per dimensioni, il primo per indici di complessità dell'attività sanitaria.
  - Ospedale San Lazzaro: dermatologico
  - Ospedale San Giovanni Antica Sede
  - Ospedale San Vito situato nella zona precollinare di Torino
- Ospedale infantile Regina Margherita
- Ospedale ostetrico ginecologico Sant'Anna
- Centro traumatologico ortopedico e di malattie sociali e del lavoro (CTO)
  - Unità Spinale Unipolare (USU)

Il Polo Molinette è inoltre sede della Scuola di Medicina dell'Università di Torino.

## Progetto "Parco della Salute"
Dal 2017 è stato approvato il progetto per la costruzione di un comprensorio denominato "Parco della Salute" di Torino, situato nell'Area ex-Avio, ai piedi del Grattacielo della Regione Piemonte, e che dovrebbe sostituire l'attuale circuito sanitario, con la relativa graduale dismissione di alcuni ospedali della zona. Il progetto è in corso di discussione e di autorizzazione ministeriale, e dovrebbe prevedere un polo universitario didattico, strutture sanitarie più moderne, giardini interni e residenze per gli operatori medici, un passante per la stazione ferroviaria di Torino Lingotto, una rotonda sotterranea.